# Jusqu'à la quatrième génération
Jusqu'à la quatrième génération est un recueil de nouvelles de science-fiction d'Isaac Asimov composé à partir du recueil original anglais Nightfall and Other Stories paru en 1969. Ce recueil a été découpé en France en trois parties : Jusqu'à la quatrième génération en est la troisième et a été publiée pour la première fois en 1979.
En 2014, les éditions Denoël ont réédité le recueil en un seul volume dans la collection Lunes d'encre sous le titre Quand les ténèbres viendront - L'Intégrale.

## Nouvelles
- Les Mouches ((en) Flies, 1953)
- Briseur de grève ((en) Strikebreaker, 1957)
- Introduisez la tête A dans le logement B ((en) Insert knob A in hole B, 1957)
- Le Sorcier à la page ((en) The up-to-date sorcerer, 1958)
- Jusqu'à la quatrième génération ((en) Unto the fourth generation, 1959)
- La Machine qui gagna la guerre ((en) The machine that won the war, 1961)
- Mon fils, le physicien ((en) My son, the physicist!, 1962)
- Les yeux ne servent pas qu'à voir ((en) Eyes Do More Than See, 1965)
- Ségrégationiste ((en) Segregationist, 1967)